# Aldo Leopold
Aldo Leopold (Burlington, Iowa, 11. siječnja 1887. – Baraboo, Wisconsin, 21. travnja 1948.) bio je američki ekolog, šumar, pedagog i spisatelj.
Aldo Leopold je jedan od najvećih američkih prirodoslovaca, tvorac koncepta Etika zemlje i stručnjak koji je prvi lansirao sintagmu ekološka savjest. Svojim teoretskim i praktičnim radom i ostvarenjima, uvrstio se u red onih čija se djela i dana uvelike citiraju, i čiji utjecaj s prolaskom vremena ne slabi nego naprotiv – postaje jači.
Za ekologiste diljem svijeta, Leopold je najpoznatiji kao autor knjige "A Sand County Almanac", a hrvatski prijevod te knjige objavljen je u ožujku 2021. godine pod naslovom "Ljetopis pješčanog okruga". Knjigu je preveo Siniša Golub, vrsni poznavatelj Leopoldova lika i djela, i sam član Zaklade Aldo Leopold te stručnjak u zaštiti prirode.
Leopoldovim djelom se bavi više instituta i katedri na raznim sveučilištima, a na promicanju Leopoldovih ideja ipak najviše radi Aldo Leopold Foundation odnosno zaklada koju su 1982. godine osnovala njegova djeca, i sami redom uvaženi stručnjaci za zaštitu okoliša.
Ključna godina Leopoldova života jest 1935. kad je, zajedno s obitelji, kupio napuštenu i degradiranu farmu nedaleko grada Madisona, država Wisconsin, te istu počeo uređivati kao pokusno šumsko polje. Danas je to spomen-šuma koju godišnje pohodi više tisuća poklonika njegova djela. Te iste godine boravio je u Europi (Njemačka), što je kasnije mnogo puta koristio u svojem pisanju, naime usporedbu između američkog i europskog šumarstva.
Brvnara "The Shack" bio je kokošinjac kojeg je Leopoldova obitelj pretvorila u svoje vikend-utočište, a danas je to jedini kokošinjac na svijetu koji je uvršten u američku listu nacionalne kulturne baštine.
Promocijom Leopoldovih djela u Hrvatskoj bavi se publicist i zaštitar prirode Siniša Golub. 

## Vanjske poveznice
- Aldo Leopold Foundation